# Ouéleni
Ouéleni o Ouéléni è un dipartimento del Burkina Faso classificato come comune, situato nella Provincia  di Léraba, facente parte della regione di Tannouyan.
Il dipartimento si compone del capoluogo e di altri 13 villaggi: Bebougou, Botogo, Foloni, Kinga, Kobadah, Namboena, Outila, Pelignan, Sarkandiala, Sele, Sountourkou, Tena e Tiongo.